# Stefan Müller (Künstler)
Stefan Müller (* 1971 in Frankfurt am Main) ist ein deutscher Künstler (Malerei, Zeichnungen, Grafik, Objekte, Installationen).
Von 1996 bis 2001 studierte er an der Städelschule in Frankfurt am Main in der Klasse von Thomas Bayrle.
Müller lebt und arbeitet in Berlin.

## Ausstellungen (Auswahl)
- 1999 Frankfurter Kunstverein, Frankfurt am Main
- 2001 Städtische Galerie Wolfsburg
- 2002 Centro Cultural Andratx, Andratx-Mallorca; Mönchehaus-Museum für Moderne Kunst, Goslar; Rathausgalerie, Bergheim;
- 2003 Kunstverein Braunschweig; Kunstverein Frankfurt; Greene Naftali Gallery, New York; Oldenburger Kunstverein.
- 2004 Kunstverein Braunschweig; Kunstverein Hamburg.
- 2010: Kunsthalle Baden-Baden: Stefan Müller: Hang zur Neigung.
- 2013: Kölnischer Kunstverein: Stefan Müller: Allerliebste Tante Polly.
- 2015: Galerie Bärbel Grässlin, Frankfurt am Main: Stefan Müller: Bilder zum Mitsingen
- 2016: Kunsthalle Gießen: Stefan Müller: Der Unzulänglichkeit Schönste Konsequenzen
- 2023: Galerie Bärbel Grässlin, Frankfurt am Main: Stefan Müller: Moderner Anstrich
- 2025: Galerie Bärbel Grässlin, Frankfurt am Main: Stefan Müller: Linke Füße

## Werke in öffentlichen Sammlungen
- Kunstraum Grässlin, St. Georgen
- Sammlung zeitgenössischer Kunst der Bundesrepublik Deutschland, Bonn